# Municipio El Villar
Das Municipio El Villar ist ein Verwaltungsbezirk im Departamento Chuquisaca im südamerikanischen Anden-Staat Bolivien.

## Lage im Nahraum
Das Municipio El Villar ist eines von fünf Municipios der Provinz Tomina und umfasst deren südlichen Bereich. Es grenzt im Norden an das Municipio Villa Alcalá, im Nordwesten an das Municipio Sopachuy, im Westen an die Provinz Azurduy, im Südosten an die Provinz Hernando Siles und im Nordosten an das Municipio Padilla.
Das Municipio erstreckt sich etwa zwischen 19° 31' und 19° 53' südlicher Breite und 64° 09' und 64° 26' westlicher Länge, seine Ausdehnung von Westen nach Osten beträgt bis zu 30 Kilometer, von Norden nach Süden bis zu 40 Kilometer.
Das Municipio umfasst 114 Gemeinden (localidades), der zentrale Ort des Municipios ist die Ortschaft El Villar mit 979 Einwohnern (Volkszählung 2012) in der nördlichen Hälfte des Municipios.

## Geographie
Das Municipio El Villar liegt im Übergangsbereich zwischen der Anden-Gebirgskette der Cordillera Central und dem bolivianischen Tiefland.
Die mittlere Durchschnittstemperatur der Region liegt bei etwa 18 °C (siehe Klimadiagramm Padilla) und schwankt nur unwesentlich zwischen knapp 15 °C im Juni und Juli und knapp 20 °C von November bis Januar. Der Jahresniederschlag beträgt etwa 650 mm, bei einer ausgeprägten Trockenzeit von Mai bis August mit Monatsniederschlägen unter 10 mm, und einer Feuchtezeit von Dezember bis Februar mit 110 bis 120 mm Monatsniederschlag.

## Bevölkerung
Die Einwohnerzahl ist zwischen 1992 und 2012 um etwa ein Zehntel angestiegen:
| Jahr | Einwohner | Quelle       |
| ---- | --------- | ------------ |
| 1992 | 5025      | Volkszählung |
| 2001 | 4585      | Volkszählung |
| 2012 | 4465      | Volkszählung |
| 2024 | 5636      | Volkszählung |

Die Bevölkerungsdichte bei der letzten Volkszählung von 2024 betrug 6,47 Einwohner/km², der Alphabetisierungsgrad bei den über 6-Jährigen war von 48,5 Prozent (1992) auf 61,2 Prozent (2001) angestiegen. Die Lebenserwartung der Neugeborenen betrug 62,4 Jahre, die Säuglingssterblichkeit war von 7,2 Prozent (1992) nur geringfügig auf 7,1 Prozent im Jahr 2001 zurückgegangen.
96,8 Prozent der Bevölkerung sprechen Spanisch, 32,0 Prozent sprechen Quechua und 0,1 Prozent sprechen Aymara. (2001)
91,1 Prozent der Bevölkerung haben keinen Zugang zu Elektrizität, 92,1 Prozent leben ohne sanitäre Einrichtung (2001).
55,7 Prozent der 996 Haushalte besitzen ein Radio, 3,2 Prozent einen Fernseher, 6,8 Prozent ein Fahrrad, 0,3 Prozent ein Motorrad, 0,8 Prozent ein Auto, 0,4 Prozent einen Kühlschrank, und 0 Prozent ein Telefon. (2001)

## Politik
Ergebnis der Regionalwahlen (concejales del municipio) vom 4. April 2010:
| Wahl- berechtigte |  | Wahl- beteiligung | gültige Stimmen |  | MAS-IPSP | LIDER  |
| ----------------- |  | ----------------- | --------------- |  | -------- | ------ |
| 1.684             |  | 1.524             | 1.292           |  | 1.026    | 266    |
|                   |  | 90,5 %            | 84,7 %          |  | 79,4 %   | 20,6 % |

Ergebnis der Regionalwahlen (elecciones de autoridades políticas) vom 7. März 2021:
| Wahl- berechtigte |  | Wahl- beteiligung | gültige Stimmen |  | MAS-IPSP | CST     | C-A    | BSTH   | MNR    | UNIDOS |
| ----------------- |  | ----------------- | --------------- |  | -------- | ------- | ------ | ------ | ------ | ------ |
| 2.344             |  | 2.081             | 1.809           |  | 1.177    | 582     | 23     | 16     | 10     | 1      |
|                   |  | 88,78 %           | 86,93 %         |  | 65,06 %  | 32,17 % | 1,27 % | 0,88 % | 0,55 % | 0,06 % |

## Gliederung
Das Municipio El Villar untergliederte sich bei der Volkszählung von 2012 in die folgenden beiden Kantone (cantones):
- 01-0405-1 Kanton El Villar – 14 Vicecantones – 81 Gemeinden – 3.254 Einwohner (2001: 3.197 Einwohner)
- 01-0405-2 Kanton Juana Azurduy de Padilla – 5 Vicecantones – 15 Gemeinden – 1.211 Einwohner (2001: 1.388 Einwohner)

## Ortschaften im Municipio El Villar
- Kanton El Villar
  - El Villar 979 Einw.

- Kanton Juana Azurduy de Padilla
  - Rodeito 230 Einw.